# Buffalo (Virginie-Occidentale)
Pour les articles homonymes, voir Buffalo.
La ville de Buffalo est située dans le comté de Putnam, dans l’État de Virginie-Occidentale, aux États-Unis. Lors du recensement de 2010, sa population s’élevait à 1 236 habitants.
Située sur la Kanawha, la ville doit son nom aux bisons (buffalo en anglais) qui vivaient autrefois dans la région.